# 徐秀棠
徐秀棠（1937年12月—），江苏宜兴人，紫砂陶艺名家、中国工艺美术大师。徐汉棠胞弟。

## 生平
徐秀棠出生于宜兴蜀山镇紫砂世家，自幼随父亲徐祖纯学艺。1954年拜陶刻名家任淦庭为师。1955年进入蜀山陶业生产合作社（宜兴紫砂工艺厂前身）。1958年进入轻工业部工艺美术局与中央工艺美院合办的中国民间雕塑研究班学习。结业后又被选派至中央工艺美院“泥人张”第三代传人张景祜工作室学习彩塑。1959年回紫砂工艺厂，从事紫砂陶制作，主攻紫砂雕塑。曾任雕塑、刻字、研究室三合一车间负责人。1986年调入宜兴紫砂工艺二厂，创建雕塑分厂。1991年被聘为江苏省文史研究馆馆员。1993年，被授予“中国工艺美术大师”称号。同年，他与日本陶艺家高桥弘创办长乐弘陶艺有限公司。2008年，被评为中国民间文化杰出传承人。2010年，获中国工艺美术学会颁发的“中国工艺美术终身成就奖”。
徐秀棠编撰过多部紫砂艺术专著，包括《中国紫砂》、《宜兴紫砂珍品》、《紫砂泰斗顾景舟》、《徐秀棠紫砂陶艺集》、《宜兴紫砂文化丛书》、《景舟壶艺流别录》、《宜兴紫砂珍赏》等。

## 家庭
徐秀棠出生于紫砂世家，父亲徐祖纯、母亲邵赛宝、三兄徐汉棠、祖父徐锦森、外祖父邵云甫、三舅父邵茂章、小舅邵全章等皆以制陶为业。徐秀棠之子徐立、女儿徐徐、女婿高振宇也都继承家业，研习陶艺。